# Aldwark (North Yorkshire)
Aldwark – wieś w Anglii, w hrabstwie North Yorkshire, w dystrykcie (unitary authority) North Yorkshire. Leży 18 km na północny zachód od miasta York i 294 km na północ od Londynu.